# Pierre Byland
Pierre Byland (* 6. Oktober 1938 in Buchs, Aargau) ist ein Schweizer Schauspieler, Clown, Regisseur und Autor.

## Leben und Wirken
Pierre Byland ließ sich in der Schweiz zunächst am Klavier ausbilden und nahm Akrobatikunterricht. In Paris genoss er bei Jacques Lecoq Unterricht in Pantomime (1959–62). Er produzierte dort in der Folge mehrere kleine Shows und erteilte zwischen 1964 und 1976 an seiner Ausbildungsstätte Unterricht. Neben etlichen Theateraufführungen vor allem in der Schweiz, bei denen er oft auch als Autor, Mitautor oder Regisseur tätig war, wirkte er zwischen 1964 und 1980 bei einigen Fernsehproduktionen mit. Schon früh interessierte er sich für die Rolle des Clowns. Er unterrichtete von 1986 bis 1990 Clownkunst und trainiert Zirkusschauspieler am Centre national des arts du cirque in Châlons-en-Champagne, dessen Mitbegründer er ist. Ebenfalls ist er Gründer oder Mitbegründer der Compagnie Les Fusains in Cavigliano, Schweiz, und des Burlesk Center (europäisches Zentrum für zeitgenössische burleske Kunst in der Schweiz). Schauspieler wie Uwe Rohde und Wolfgang Krebs ließen sich bei Pierre Byland ausbilden.
Pierre Byland ist verheiratet mit der Schauspielerin Mareike Schnitker.

## Theater (Auswahl)
- 1970: Jakob Michael Reinhold Lenz: Der Hofmeister (Théâtre de l'Ouest Paris)
- 1971: François Billetdoux: Rintru pa trou tar, hin (Théâtre de la Ville Paris)
- 1972: Philippe Gaulier (Regie): Les Asiettes (Théâtre de Carouge Genf)
- 1982: Carlo Gozzi: Der schöne grüne Vogel (L'augellino bel verde, Comédie de Genève)
- 1997: Louis Gaulis: Captain Karagheuz (Kléber-Méleau-Theater Renens)
- 1998: Markus Köbeli: Peepshow in den Alpen (Nouveau Théâtre de Poche Genf)
- 1998: nach Ulrich Bräker: Etwas über William Shakespeares Schauspiele (Théâtre Saint-Gervais Genf)
- 1999: Luigi Pirandello: Questa sera si recita a soggetto (Comédie de Genève)
- 2002: Jakob Michael Reinhold Lenz: Der neue Menoza. Oder Geschichte des cumbanischen Prinzen Tandi (Kléber-Méleau-Theater Renens)

## Filmografie (Auswahl)
- 1960: Cyrano de Bergerac (Fernsehfilm)
- 1964: La cloche (Kurzfilm)
- 1970: Das Mündel will Vormund sein (Fernsehfilm)
- 1971: Na und? (Fernsehserie, 1 Folge)
- 1975: Eliza's Horoscope
- 1980: Achtung Zoll! (Fernsehserie, 5 Folgen)

## Weblink
- Pierre Byland bei IMDb